# Francisco Javier Acero Pérez
Francisco Javier Acero Pérez OAR (ur. 29 listopada 1973 w Valladolid) – hiszpański duchowny katolicki, biskup pomocniczy Miasta Meksyk od 2022.

## Życiorys

### Prezbiterat
Święcenia kapłańskie otrzymał 31 lipca 1999 w zgromadzeniu augustianów rekolektów. Był m.in. przełożonym domu dla zakonnych aspirantów, dyrektorem ośrodka duchowości, a także wikariuszem prowincjalnym dla Meksyku i Kostaryki.

### Episkopat
15 września 2022 papież Franciszek mianował go biskupem pomocniczym archidiecezji meksykańskiej, ze stolicą tytularną Sufasar. Sakry biskupiej udzielił mu 18 listopada 2022 kard. Carlos Aguiar Retes.